# Nicholas Morello
Nicholas „Coco“ Morello geb. Nico Morello (* 6. Januar 1890 Corleone auf Sizilien; † 7. September 1916 Brooklyn, New York City) war ein in den USA tätiger italienischer Gangster, der als Anführer der Morello-Familie, Vorläufer der Genovese-Familie, gelten kann.

## Familienverhältnisse
Nicholas Morello war entweder ein älterer Halbbruder oder älterer Stiefbruder von Ciro und Vincent Terranova. Nach der ersten Halbbruder-Variante wären Giuseppe und Nicolo („Nick“) die ältesten Söhne von Angela Piazza, die dann mit Ciro und Vincent Terranova zwei weitere Söhne hatte. Nach der zweiten Stiefbruder-Variante folgten Vincent und Ciro ihrer Mutter Rosalia Terranova in die Morello-Familie, wo es außerdem noch den älteren Bruder Antonio Morello gab.
Überhaupt herrscht Verwirrung über die Anzahl der Brüder, da es noch einen Peter Morello geben soll, der aber heute als identisch mit Giuseppe gilt, der wiederum auch als Joe Morello bekannt war. Zur Verwirrung trug Ciro selbst auch noch bei, als er Nicholas nach dessen Ermordung als Nicholas Terranova identifizierte.

## Biografie
Nicholas wuchs im „Gangland“ von East Harlem auf und wurde noch vor seinem 19ten Geburtstag wegen Erpressung verhaftet. Als Giuseppe Morello und Ignazio Saietta von der Black Hand Gang wegen ihrer Falschgeldaktivitäten verhaftet wurden, versuchte Nicholas andere Mitglieder zu warnen und wurde deshalb am 15. November 1909 verhaftet. Zu dieser Zeit herrschte in New York City ein Konflikt zwischen der neapolitanisch-stämmigen Camorra und der sizilianisch-stämmigen Mafia.
Nach seiner Freilassung trat er die Nachfolge als Anführer über die Morello-Familie an, deren Gebiet jedoch bald von der US-amerikanischen Camorra angegriffen wurde. Der Konflikt begann 1915 mit der Ermordung von Goisue Gallucci in East Harlem, einem Neapolitaner, der mit der sizilianischen Familie der Morellos verbündet war. Als Antwort wurde 1916 Nick Del Guido ermordet. Die Auseinandersetzungen eskalierten zu einem später als Mafia-Camorra-Krieg bezeichneten blutigen Konflikt.
Am 7. September 1916 lud Camorra-Anführer Pellegrino Morano zu einer Friedenskonferenz ins Vollero's Cafe in der „Navy Street“, dem Hauptquartier von Alessandro Vollero dem Anführer der Navy Street Gang. Neben der sizilianischen Morello-Familie war auch die neapolitanische Coney Island Gang geladen. Vor dem eigentlichen Treffen nahmen Nicholas Morello und sein Leibwächter Charles Ubriaco mit Ralph Danielo einige Drinks, um die Zeit bis zum Eintreffen von Pagano zu überbrücken, der die Männer zum Café führen sollte, wo der Neapolitaner Leopoldo Lauritano und Morano angeblich warten sollten. Zu Fuß ging die Gruppe dann zusammen durch die Myrtle Avenue; an der Kreuzung der Johnson St. und Hudson Avenue wurden Morello und Ubriaco von fünf Männern angegriffen, darunter ihr Begleiter Tom Pagano, der Nicholas Morello erschoss; Ubriaco wurde von Thomas Carillo und Lefty Esposito ermordet.
Als die Polizei die Leichen durchsuchte, fand sie bei Nicholas Morello ein Kontobuch der NY Produce Exchange Bank in Harlem, das einen Kontostand von 1.865 US-Dollar aufwies. Ciro Terranova wurde herbeigeholt, um die Leiche von Nicholas endgültig zu identifizieren.

## Folgen
Der Polizei gelang es, „Torpedo“ Tony Notaro und Ralph Daniello festzunehmen und Daniello machte eine Aussage, die dann auch zur Verhaftung von Vollero und Morano führte. 1917 wurde Morano verurteilt und 1919 nach Italien abgeschoben. Am 20. Juni 1918 wurde Vollero zum Tode verurteilt; während seiner Inhaftierung in Sing Sing wurde die Todesstrafe in eine Lebenslange Freiheitsstrafe umgewandelt. Außerdem wurde Alphonso Sgroia wegen des Mordes zu 12 Jahren Haft verurteilt. Nach kurzer Haftzeit wurde er dann aber ebenfalls nach Italien abgeschoben.
Der Tod ebnete letztendlich auch Joe Masseria den Weg an die Spitze des Clans, der später als Genovese-Familie klassifiziert werden sollte. Die Organisation von Morrano wurde durch den Sizilianer Salvatore D’Aquila übernommen und später als Gambino-Familie klassifiziert.